# Нисикацура
Нисикацура (яп. 西桂町 Нисикацура-тё:) — посёлок в Японии, находящийся в уезде Минамицуру префектуры Яманаси. Площадь посёлка составляет 15,18 км², население — 4346 человек (1 августа 2014), плотность населения — 286,30 чел./км².

## Географическое положение
Посёлок расположен на острове Хонсю в префектуре Яманаси региона Тюбу. С ним граничат города Фудзиёсида, Цуру и посёлок Фудзикавагутико.

## Население
Население посёлка составляет 4346 человек (1 августа 2014), а плотность — 286,30 чел./км². Изменение численности населения с 1980 по 2005 годы:
| 1980 | 4002 чел. |  |
| 1985 | 4057 чел. |  |
| 1990 | 4409 чел. |  |
| 1995 | 4855 чел. |  |
| 2000 | 4910 чел. |  |
| 2005 | 4850 чел. |  |

## Символика
Деревом посёлка считается сосна, цветком — нарцисс, птицей — большая синица.